# سلامة المزروعي
سلامة المزروعي ممثلة وإعلامية ومذيعة إماراتية شاركت بالتمثيل في العديد من الأعمال التلفزيونية الخليجية.

## أعمالها

### المسلسلات التلفزيونية
- عود أخضر
- بحر الليل[4]
- صمت البوح
- المرقاب
- أوراق الحب
- ما نتفق
- حواجز مبعثرة[5]
- بهاريز شعبي[6]
- المرقاب[7]

### مسلسلات كرتون
- شحيفان القطو
- منصور
- زون[8]

### السينما
- مزرعة يدوّه ج2[9]